# IBU-cupen 2012/2013
IBU-cupen 2012/2013 startade den 24 november 2012 i Idre, Sverige och avslutades i Osrblie, Slovakien den 10 februari 2013. IBU-cupen är en internationell samling av tävlingar i skidskytte. Cupen fungerar som underdivision till världscupen. Titelförsvarare var Maren Hammerschmidt, på herrsidan, och Benedikt Doll på damsidan. Denna säsong vann Anastiasia Zagoruiko, Ryssland, på damsidan och Victor Vasilyev, Ryssland, på herrsidan.

## Tävlingsprogram[1]
| Datum                         | Ort           | Land      |
| 24-25 november 2012           | Idre          | Sverige   |
| 30 november - 1 december 2012 | Beitostölen   | Norge     |
| 13-16 december 2012           | Forni Avoltri | Italien   |
| 5-6 januari 2013              | Otepää        | Estland   |
| 9-12 februari 2013            | Ostrov        | Ryssland  |
| 2-3 februari 2013             | Martell       | Italien   |
| 7-10 februari 2013            | Osrblie       | Slovakien |

## IBU-cuppoäng
| Poängsystem säsongen 2012/2013 (sedan 2008/2009) | Poängsystem säsongen 2012/2013 (sedan 2008/2009) | Poängsystem säsongen 2012/2013 (sedan 2008/2009) | Poängsystem säsongen 2012/2013 (sedan 2008/2009) | Poängsystem säsongen 2012/2013 (sedan 2008/2009) | Poängsystem säsongen 2012/2013 (sedan 2008/2009) | Poängsystem säsongen 2012/2013 (sedan 2008/2009) | Poängsystem säsongen 2012/2013 (sedan 2008/2009) | Poängsystem säsongen 2012/2013 (sedan 2008/2009) | Poängsystem säsongen 2012/2013 (sedan 2008/2009) | Poängsystem säsongen 2012/2013 (sedan 2008/2009) | Poängsystem säsongen 2012/2013 (sedan 2008/2009) | Poängsystem säsongen 2012/2013 (sedan 2008/2009) | Poängsystem säsongen 2012/2013 (sedan 2008/2009) | Poängsystem säsongen 2012/2013 (sedan 2008/2009) | Poängsystem säsongen 2012/2013 (sedan 2008/2009) | Poängsystem säsongen 2012/2013 (sedan 2008/2009) | Poängsystem säsongen 2012/2013 (sedan 2008/2009) | Poängsystem säsongen 2012/2013 (sedan 2008/2009) | Poängsystem säsongen 2012/2013 (sedan 2008/2009) | Poängsystem säsongen 2012/2013 (sedan 2008/2009) | Poängsystem säsongen 2012/2013 (sedan 2008/2009) | Poängsystem säsongen 2012/2013 (sedan 2008/2009) | Poängsystem säsongen 2012/2013 (sedan 2008/2009) | Poängsystem säsongen 2012/2013 (sedan 2008/2009) | Poängsystem säsongen 2012/2013 (sedan 2008/2009) | Poängsystem säsongen 2012/2013 (sedan 2008/2009) | Poängsystem säsongen 2012/2013 (sedan 2008/2009) | Poängsystem säsongen 2012/2013 (sedan 2008/2009) | Poängsystem säsongen 2012/2013 (sedan 2008/2009) | Poängsystem säsongen 2012/2013 (sedan 2008/2009) | Poängsystem säsongen 2012/2013 (sedan 2008/2009) | Poängsystem säsongen 2012/2013 (sedan 2008/2009) | Poängsystem säsongen 2012/2013 (sedan 2008/2009) | Poängsystem säsongen 2012/2013 (sedan 2008/2009) | Poängsystem säsongen 2012/2013 (sedan 2008/2009) | Poängsystem säsongen 2012/2013 (sedan 2008/2009) | Poängsystem säsongen 2012/2013 (sedan 2008/2009) | Poängsystem säsongen 2012/2013 (sedan 2008/2009) | Poängsystem säsongen 2012/2013 (sedan 2008/2009) | Poängsystem säsongen 2012/2013 (sedan 2008/2009) |
| ------------------------------------------------ | ------------------------------------------------ | ------------------------------------------------ | ------------------------------------------------ | ------------------------------------------------ | ------------------------------------------------ | ------------------------------------------------ | ------------------------------------------------ | ------------------------------------------------ | ------------------------------------------------ | ------------------------------------------------ | ------------------------------------------------ | ------------------------------------------------ | ------------------------------------------------ | ------------------------------------------------ | ------------------------------------------------ | ------------------------------------------------ | ------------------------------------------------ | ------------------------------------------------ | ------------------------------------------------ | ------------------------------------------------ | ------------------------------------------------ | ------------------------------------------------ | ------------------------------------------------ | ------------------------------------------------ | ------------------------------------------------ | ------------------------------------------------ | ------------------------------------------------ | ------------------------------------------------ | ------------------------------------------------ | ------------------------------------------------ | ------------------------------------------------ | ------------------------------------------------ | ------------------------------------------------ | ------------------------------------------------ | ------------------------------------------------ | ------------------------------------------------ | ------------------------------------------------ | ------------------------------------------------ | ------------------------------------------------ | ------------------------------------------------ |
| Placering                                        | 1                                                | 2                                                | 3                                                | 4                                                | 5                                                | 6                                                | 7                                                | 8                                                | 9                                                | 10                                               | 11                                               | 12                                               | 13                                               | 14                                               | 15                                               | 16                                               | 17                                               | 18                                               | 19                                               | 20                                               | 21                                               | 22                                               | 23                                               | 24                                               | 25                                               | 26                                               | 27                                               | 28                                               | 29                                               | 30                                               | 31                                               | 32                                               | 33                                               | 34                                               | 35                                               | 36                                               | 37                                               | 38                                               | 39                                               | 40                                               |
| Poäng                                            | 60                                               | 54                                               | 48                                               | 43                                               | 40                                               | 38                                               | 36                                               | 34                                               | 32                                               | 31                                               | 30                                               | 29                                               | 28                                               | 27                                               | 26                                               | 25                                               | 24                                               | 23                                               | 22                                               | 21                                               | 20                                               | 19                                               | 18                                               | 17                                               | 16                                               | 15                                               | 14                                               | 13                                               | 12                                               | 11                                               | 10                                               | 9                                                | 8                                                | 7                                                | 6                                                | 5                                                | 4                                                | 3                                                | 2                                                | 1                                                |